# Teleclub
Teleclub (TC) war einer der ersten Bezahlfernsehsender Europas. Die Teleclub AG mit Sitz in Zürich wurde als Betriebsgesellschaft 1982 in der Schweiz gegründet und strahlte von 1984 bis 1991 ihr Programm auch in Deutschland und Österreich aus. Im November 2017 wurde Teleclub über ihr Mutterunternehmen CT Cinetrade ein hundertprozentiges Tochterunternehmen des Telekommunikationskonzerns Swisscom. Das Nachfolgeangebot wird seit Oktober 2020 unter dem Namen blue+ schweizweit vermarktet.

## Geschichte

### Anfänge
Im Mai 1982 ging Teleclub im Zürcher Kabelnetz mit einer Versuchslizenz auf Sendung und gehört damit zu den ältesten Bezahlfernsehsendern Europas. Anfänglich zeigte der Sender jeweils um 20:15 und 22:15 Uhr einen Spielfilm, die monatliche Gebühr betrug 28 Franken. Nach der Erteilung einer definitiven Sendekonzession begann Teleclub im Mai 1984 mit dem offiziellen Betrieb. Vom 1983 gegründeten Schwesterunternehmen Schweizerische Pay-Sat AG wurde das Programm via Eutelsat an Kabelnetze in der Schweiz, Deutschland und Österreich zugeführt. Der Abopreis blieb unverändert, hingegen bot Teleclub neu 180 Erstausstrahlungen jährlich, die auf drei bis sieben Sendeplätze täglich verteilt wurden. Die Sendezeiten waren von Montag bis Donnerstag 17:30 bis etwa 23 Uhr, Freitag bis etwa 0:30 Uhr. Samstags begann der Betrieb um 15:30, sonntags bereits um 10:30 Uhr. Zwischen den Filmen bot Teleclub ein umfangreiches uncodiertes und damit kostenloses Programm. Es bestand neben einer Eigenwerbesendung ("Info-Show") auch aus Dokumentation, Funsport und Comedy. Bis 1985 hatte Teleclub in der Schweiz 40'000 Abonnenten.
Ab 1. November 1986 wurde in Hannover das Programm (Abonnementpreis monatlich von 29 Mark) in Deutschland lokal ausgestrahlt, konnte jedoch bis Ende 1987 nur rund 700 Abonnenten gewinnen. Wegen der geringen Zuschauerresonanz stiegen die bisherigen Gesellschafter Bertelsmann (30 %) und Springer (30 %) im Januar 1988 aus der Teleclub GmbH aus und überliessen Leo Kirch mit der Beta-Taurus-Gruppe die Verantwortung für das Unternehmen.
Via Satellit wurde das Programm bis 1987 vollständig unverschlüsselt ausgestrahlt, da Teleclub die Wahl des Verschlüsselungssystems den Kabelnetzbetreibern überliess, weswegen das Sendesignal erst in der Kabelkopfstation verschlüsselt wurde. Dies führte u. a. dazu, dass Teleclub als Teil des Westempfangs in Teilen der DDR über Antennengemeinschaften unverschlüsselt empfangbar war. Auch nach der Verschlüsselung wurde das Programm in einigen Antennengemeinschaften weiterhin angeboten, indem die Verschlüsselung an der Kopfstation überwunden wurde. Dies endete 1992 mit der neuen Codierung (siehe unten Abschnitt "Piraterie").
Im Frühling 1990 baute Teleclub sein Programm in der Schweiz massiv aus. Erstmals stieg der Abopreis auf 30 Franken. Dafür zeigte der Sender nun jährlich 300 Filme und verlängerte die Sendezeit auf täglich 14 Stunden (10:30 bis etwa 0:30 Uhr).

### Aufteilung
Am 28. Februar 1991 zog sich Teleclub aus den Nachbarländern zurück: In Deutschland und Österreich startete auf dessen Frequenzen Premiere, Teleclub konnte ab sofort nur noch von in der Schweiz wohnhaften Kunden abonniert werden. Trotzdem blieb das Programm über Satellit verschlüsselt empfangbar. Teleclub verblieben nach der Aufteilung 85'000 Schweizer Kunden.

### Piraterie
Teleclub war regelmässig ein Opfer der Piraterie. Bereits Mitte der 1980er Jahre wurden in der Schweiz illegale Dekoder für den Empfang via Kabel verkauft. Als Teleclub Ende der 1980er Jahre sein Satellitensignal verschlüsselte, konzentrierten sich die Piraten auf den Vertrieb ihrer Dekoder ausserhalb der Schweiz. Anfang der 1990er Jahre wurden in Fachzeitschriften in Deutschland und Österreich für umgerechnet 100 bis 200 Deutsche Mark Dekoder als Massenware angeboten, rechtlich liess sich gegen den Vertrieb in Ländern ausserhalb des offiziellen Sendegebietes damals wenig unternehmen. Beliebt waren zum decodieren auch Steckmodule für den damals geläufigen Heimcomputer Commodore 64, sogenannte Teleclubkarten.
Teleclub konnte diesem Treiben erst ein Ende bereiten, als er 1992 das Verschlüsselungssystem seines Satellitensignals änderte. Teleclub war noch bis 2001 via Satellit (zuerst via Astra, dann via DFS-Kopernikus) empfangbar. Seither wird Teleclub nur noch via Kabel angeboten – die Zuführung erfolgte über das Richtstrahlnetz der Swisscom. Für Besitzer von Satellitenempfängern vertrieb Teleclub seither auch in der Schweiz Abonnements von Sky Deutschland (ehemals Premiere AG) – hingegen zu anderen Tarifen und mit anderen Paketzusammensetzungen als in Deutschland.
Eine Ausnahme, wo Teleclub immer noch illegal empfangen werden konnte, bildete das Kabelnetz der UPC Schweiz. Dank der anfälligen Verschlüsselung mittels des Nagravision-Systems war es Besitzern gewisser Linux-Settop-Boxen wie z. B. der DM-500 und DM-800 möglich, alle Sender von Teleclub zu empfangen. Mitte 2015 änderte UPC auf Druck von Teleclub die Verschlüsselung. Die Teleclub-Sender waren somit nicht mehr illegal empfangbar. Allerdings wurden viele Sender im Teleclub-Paket auch separat übertragen. Diese Kanäle sind von der Änderung nicht betroffen. Die eigenen Kanäle wie Teleclub Cinema, Sport 1, 2, 3 wurden nicht parallel übertragen.

### Digitalisierung
Seit 1. Mai 2002 verbreitete Teleclub sein Programm digital. Das analoge Signal wurde sukzessive aus den Kabelnetzen zurückgezogen. Das Ursprungsprogramm nannte sich von da an "Teleclub Cinema", ein zweiter Kanal mit älteren Filmen wurde unter dem Namen "Teleclub Star" gesendet. Im Teleclub-Digitalpaket wurden ausserdem derzeit 15 externe Sender – meist aus dem Hause Premiere Deutschland – angeboten. Die Abogebühr betrug je nach Paket zwischen 39,90 (TeleclubBasic) und 69,60 (TeleclubBasic + FamilyWorld + MovieWorld + SportsWorld) Franken. Teleclub wies darauf hin, dass „die Pay-Per-View-Kanäle von Premiere Deutschland (Premiere Select) aus lizenzrechtlichen Gründen in der Schweiz nicht abonniert werden können“.
Gleichzeitig mit der Digitalisierung begann ein Rechtsstreit zwischen Teleclub und dem grössten Schweizer Kabelnetzbetreiber, der UPC Schweiz. Anfänglich verweigerte UPC Schweiz die digitale Ausstrahlung von Teleclub, erst Ende 2002 konnte Teleclub mittels Gerichtsentscheid die Einspeisung erwirken. Dieser Gerichtsentscheid wurde zwar später wieder entkräftet, Teleclub digital blieb aber auch in den Netzen der UPC Schweiz aufgeschaltet. Der Zwist wurde neu entfacht, als Teleclub im Herbst 2005 sein Angebot von damals 12 auf 17 Sender erhöhte. UPC Schweiz verhinderte jedoch in seinen Netzen den Ausbau. Hintergrund des neuerlichen Streits dürfte auch die indirekte Beteiligung der Swisscom an Teleclub gewesen sein, die im Bereich der Telefonie und des Internets schon heute die grösste UPC Schweiz-Konkurrentin ist. Dieser Streit wurde beigelegt, so dass UPC Schweiz-Kunden alle 17 Programme empfangen konnten. Seit dem 24. Juli 2007 konnte zudem das Angebot von Teleclub auch direkt via UPC Schweiz bestellt werden.
Der Streit begann erneut als Teleclub seine Kanäle in HD anzubieten begann. Vorerst wurde das HD-Angebot nur Swisscom-TV zur Verfügung gestellt. Seit Mitte 2015 waren alle Kanäle auch bei UPC Schweiz in HD empfangbar.
Nebst dem wurde das Programmangebot auf total 30 Sender, elf weitere Sportsender und die beiden Disney-Kanäle Disney Junior (davor Playhouse Disney) und Disney XD (früher Toon Disney), für Kunden von Swisscom TV (früher Bluewin TV) erweitert. Die vielen Sportkanäle deshalb, damit sämtliche Schweizer Fussball- und Hockey-Spiele parallel zueinander ausgestrahlt werden konnten.

### Ausbau der Sportübertragung
Anfang 2006 wurden in der Schweiz zum ersten Mal die Fernseh-Übertragungsrechte für die erste Schweizer Fussball- und Eishockey-Liga an Cinetrade und Teleclub vergeben. Dies bedeutete, dass das Schweizer Fernsehen nur noch eine geringe Anzahl Fussball- und Eishockey-Spiele (die Zusammenfassungen bei "Sport Aktuell" und dem "Sport Panorama" ausgeschlossen) und Sat.1 Schweiz überhaupt keine Fussball-Spiele mehr ausstrahlen konnten. Sat.1 Schweiz handelte mit Teleclub allerdings ein Abkommen aus, das sie vorerst für die Saison 2006/07 berechtigte, eine Sonntagsbegegnung pro Woche live zu zeigen. Dieses galt ab der Saison 2007/08 jedoch nicht mehr. Stattdessen baute Teleclub seine Sportberichterstattungen massiv aus.
2016 verlängerte Teleclub den Vertrag mit der Super League.

### Neugestaltung unter Swisscom
Im September 2020 stellte die Swisscom ihre neue Dachmarke blue vor. Unter dieser wurden die historisch gewachsenen Angebote neu gegliedert, aus Swisscom TV wurde blue TV, aus den Cinetrade-Sparten neu blue+. Unter letzterem zusammengefasst sind die blue Cinema Kinobetriebe der ehemaligen KITAG, sowie seit Oktober 2020 die Bezahlfernsehangebote blue+ TV der ehemaligen Teleclub, unter anderem in Form der Pakete blue Max, blue Doku und blue Sport.

## Zukunft mit Swisscom
Aktionär der Teleclub AG ist zu 100 Prozent die Firma CT Cinetrade AG des Schweizers Stephan Sager. Sie gehört ihrerseits seit 2005 der Swisscom, seit 2013 zu 75 Prozent, seit 2017 zu 100 Prozent. An der Teleclub Programm AG sind die CT Cinetrade AG, die Palatin Media Film- & Fernseh GmbH und die Arium AG je zu einem Drittel beteiligt. Frühere Aktionäre waren unter anderem die Schweizer Rediffusion oder die Kirch-Gruppe und bis 2012 das Schweizer Medienunternehmen Ringier. Sager, seit Anbeginn bei Teleclub, werden hervorragende Beziehungen zu den Filmstudios nachgesagt – er selbst aber tritt in der Öffentlichkeit selten auf, gibt so gut wie nie Interviews. 2005 hat sich die Swisscom an Cinetrade beteiligt und betreibt gemeinsam mit dieser Firma 2006 ein eigenes IPTV-Angebot. Dieses wurde am 1. November 2006 als Bluewin TV lanciert und im November 2009 in Swisscom TV umbenannt. Über diese Plattform werden neben Free-TV-Sendern auch die Teleclub-Programme und ein "Video on Demand"-Angebot verbreitet.

## Ehemalige Teleclub-Kanäle und Kanäle aus Zusatzpaketen
- TeleClub Cinema HD – die neusten Filme
- TeleClub Action HD – Action-Highlights
- TeleClub Emotion  HD – Spielfilme fürs Herz
- TeleClub City HD – Serien und Spielfilme
- TeleClub Retro HD – Filmklassiker
- TeleClub Zoom HD – Sport unverschlüsselt
- 13th Street HD – Kinofilme
- Animal Planet HD – Natursendungen
- Discovery Channel HD – Wissenschaftliche Sendungen
- Disney Cinemagic HD (nur auf Swisscom TV) – Trickfilme
- Disney XD HD – Trickfilme
- Disney Junior HD (nur auf Swisscom TV) – Trickfilme
- Junior (nur auf Swisscom TV) – Trickfilme
- Cartoon Network HD – Trickfilme
- Fox Channel HD – Spielfilme, Kinofilme
- Krimi (nur auf Swisscom TV) – Krimi-Serien
- Sky 1 HD (nur auf Swisscom TV) – Spielfilme, Kinofilme
- Sony Channel (Swisscom TV)
- Romance TV HD (nur auf Swisscom TV) Vorwiegend Filme von Rosamunde Pilcher
- Heimatkanal (nur auf Swisscom TV) Heimatfilme, deutsche Familienserien, Heimat-Theaterdarbietungen und Volksmusiksendungen
- Universal channel(nur auf Swisscom TV)
- Spiegel Geschichte – Historische Beiträge (nur auf Swisscom TV)
- Sky Atlantic HD – Neueste Serien (HBO)
- TNT Serie HD – Neueste Serien
- TNT Comedy HD – Serien
- RTL Crime HD (nur auf Swisscom TV) – Neueste Serien/Filme/Dokus
- RTL LIVING HD (nur auf Swisscom TV) – Trends, Lifestyle, Geniessen, Wohnen und Reisen.
- Passion HD (nur auf Swisscom TV) – Neueste Serien/Filme
- AXN HD (nur auf Swisscom TV) – Serien/Filme
- Discovery Channel HD – Neueste Dokus
- National Geographic Channel HD – Neueste Dokus
- Animal Planet HD (nur auf Swisscom TV) – Neueste Dokus
- History HD – Neueste Dokus

Sky Sport UHD (Swisscom TV)
- Teleclub Sport 1 UHD (Swisscom TV)
- Teleclub Sport 2 UHD (Swisscom TV)
- Sky Sport 1 HD
- Sky Sport 2 HD (nur auf Swisscom TV)
- SFR Sport 1 HD (Premier League channel)
- Teleclub Sport 2 HD
- Teleclub Sport 2 HD (Sky Sport HD 2)
- Teleclub Sport Live 3 bis 30 HD (nur auf Swisscom TV)